# Сипягино (Пензенская область)
Сипягино — село в Иссинском районе Пензенской области, входит в состав Соловецкого сельсовета.

## География
Расположено на берегу реки Исса в 16 км на запад от центра сельсовета села Соловцово и в 12 км на юго-восток от райцентра посёлка Исса.

## История
В 1720 году — поместье капитана Осипа Сипягина. Церковь во имя Сошествия Святого Духа, деревянная, построенная в 1770 г. В 1894 г. при церкви действовала церковноприходская школа. В 1782 г. — село Духовское, Сипягино тож, Инсарского уезда Петра Васильевича Сипягина, 54 двора, всей дачи — 3163 десятины, в том числе усадебной земли — 63, пашни — 2746, сенных покосов — 231, леса — 58. Располагалось «по обе стороны речки Костыляйки, на коей две мучные мельницы, каждая об одном поставе, и ее отвершке». Церковь во имя Иоанна Богослова и дом господский — деревянные; «земля — чернозем с песком, урожай хлеба средствен, а травы — хорош, лес дровяной, крестьяне — на пашне». В 1785 г. — село того же П.В. Сипягина (211 ревизских душ). В 1896 г. — 60 дворов, при селе 3 усадьбы (Алашеева — 1 двор, Левиной — 1 двор и Мурысева — 1 двор) и хутор Булычевой (1 двор, 1 житель), В 1896, 1911 гг. — село Костыляйской волости Инсарского уезда.
С 1928 года село являлось центром Сипягинского сельсовета Иссинского района Пензенского округа Средне-Волжской области (с 1939 года — в составе Пензенской области). С 1931 г. — в составе Дмитриевского сельсовета. В 1939 г. — центральная усадьба колхоза «Утренняя заря» (организован в 1930 г.), 61 двор. В 1955 г. — бригада колхоза имени Кирова. С 2010 года село в составе Соловецкого сельсовета.

## Население
| 1782 | 1864 | 1896 | 1926 | 1930 | 1940 | 1959 |
| ---- | ---- | ---- | ---- | ---- | ---- | ---- |
| 314  | ↗399 | ↗420 | ↗566 | ↘521 | ↘288 | ↘231 |
| 1979 | 1989 | 1996 | 2002 | 2010 |      |      |
| ↘116 | ↘52  | ↘38  | ↘16  | ↘0   |      |      |